# Maximino Romero de Lema

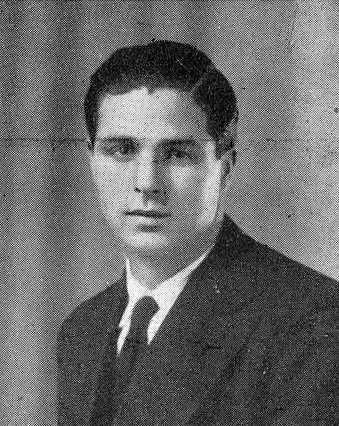
Maximino Romero de Lema

Maximino Romero de Lema (* 15. November 1911 in Santa Maria de Bayo, Spanien; † 29. Oktober 1996) war ein Kurienerzbischof der römisch-katholischen Kirche.

## Leben
Maximino Romero de Lema empfing am 23. Dezember 1944 das Sakrament der Priesterweihe.
Am 15. Juni 1964 ernannte ihn Papst Paul VI. zum Titularbischof von Horta und zum Weihbischof in Madrid. Der Apostolische Nuntius in Spanien, Erzbischof Antonio Riberi, spendete ihm am 19. Juli desselben Jahres die Bischofsweihe; Mitkonsekratoren waren der Weihbischof in Santiago de Compostela, Miguel Nóvoa Fuente, und der Erzbischof von Madrid, Casimiro Morcillo González. Als Weihbischof in Madrid nahm Maximino Romero de Lema an der dritten und vierten Sitzungsperiode des Zweiten Vatikanischen Konzils teil.
Romero de Lema wurde am 19. Oktober 1968 Bischof von Ávila. Am 21. März 1973 ernannte ihn Paul VI. zum Titularerzbischof von Aemona und zum Sekretär der Kongregation für den Klerus.
Papst Johannes Paul II. nahm am 18. Dezember 1986 das von Maximino Romero de Lema aus Altersgründen vorgebrachte Rücktrittsgesuch vom Amt des Sekretärs der Kongregation für den Klerus an.